# Ilha Palmerston
A ilha Palmerston é um atol de corais nas Ilhas Cook no Oceano Pacífico a cerca de 500 km a noroeste de Rarotonga. Foi descoberto por James Cook em 16 de Junho de 1774.

## Visão Geral
Palmerston é um verdadeiro atol, é composto por um número de pequenas ilhotas de areia em um anel contínuo de recife de coral ao redor de uma lagoa. A maior das ilhas incluem Palmerston, North Island, Lee To Us, Leicester, Primrose, Toms e Cooks. A área total das ilhas é de aproximadamente 1 milha quadrada (2,6 km). O recife de coral abrange cerca de 3.600 hectares (15 km). A lagoa tem aproximadamente sete milhas (11 km) de diâmetro, cobrindo uma área de 56 quilômetros quadrados. Existem várias pequenas passagens através do recife para barcos, embora não exista uma entrada segura para grandes navios. A uma latitude de 18 graus sul, Palmerston goza de um clima tropical, mas é exposta a graves ciclones tropicais. Uma série de tempestades particularmente destrutivas ocorreram durante os anos 1920 e 1930.
Todas as ilhotas são arborizadas com coqueiros, palmeiras, pandanus e árvores nativas. Há um pouco de água potável no terreno natural em Palmerston mas a água captada da chuva é a preferencial para consumo. Existem mariscos que habitam o recife, e os peixes são abundantes, embora existam preocupações sobre a sobrepesca. A população é composta de 62 habitantes, todos descendentes de um inglês chamado William Marsters. A economia é baseada na pesca, turismo e penas de aves, embora a ilha Palmerston é extremamente afastada de outras localidades o que torna difícil manter a circulação de mercadorias. Eletricidade e outras utilidades modernas estão disponíveis na ilha. Uma recém-construída estação telefônica fornece a única ligação permanente com o mundo exterior. A ilha não tem aeroporto ou qualquer serviço de transporte aéreo, mas alguns navios de carga a visitam algumas vezes por ano.

## História
A ilha Palmerston foi descoberta pelo Capitão Cook em 1774, mas ele não desembarcou na ilha até 13 de Abril de 1777. Ele a achou desabitada, apesar de terem descobertos tumulos antigos. Cook nomeou a ilha depois de ganhá-la de Henry Temple, o 2º Visconde de Palmerston, então Senhor do Almirantado. O antigo nome da ilha era supostamente Avarau. Em 1863, William Marsters, um carpinteiro e fabricante de barris para návio, chegou em Palmerston vindo de Manuae, uma das ilhas Cook, com duas esposas oriundas da polinésia e anexou a ilha ao domínio britânico. Ele acrescentou uma terceira "esposa" e gerou uma grande família de cerca de 23 crianças, cujos descendentes habitam Palmerston. Assim, Palmerston Island é a única ilha nas Ilhas Cook em que o inglês é a língua nativa.
Originalmente achava-se que William Master, o inglês que povou a ilha, era natural de Leicestershire, na Inglaterra, mas agora existe a hipótese dele ter vindo de Gloucestershire, pois seus descendentes soletram o nome "Marsters", isso explica-se devido ao sotaque de Gloucestershire. Quando sua filha mais nova Titana Tangi morreu em 1973, havia mais de mil descendentes de Marsters que viviam em Rarotonga e Nova Zelândia. Embora apenas cerca de 50 membros da família permaneçam ainda hoje em Palmerston, todos os descendentes Marsters consideraram a ilha seu lar ancestral. Em 1954, foi concedido a família a propriedade plena da ilha. Três ramos da família permanecem em Palmerston, cada ramo é descendente de uma das três "esposas" de William, a realização de casamentos de pessoas dentro de um dos grupo familiar está sendo proibido para evitar os possíveis problemas genéticos que podem ocorrer.

## Governança
Palmerston é administrado pelo governo das Ilhas Cook, através da Administração Palmerston Island (PIA) em associação com a Nova Zelândia. O Conselho da ilha é composto por seis membros, três chefes de cada família e outros três membros nomeados por cada família. O atual prefeito é Bob Marsters.